# Mambo Italiano
«Mambo Italiano» — популярна пісня Боба Меррілла. Вперше була виконана в 1954 році співачкою Розмарі Клуні і стала справжнім хітом у Великій Британії. Як зізнався сам автор, пісня була написана на паперовій серветці в одному з італійських ресторанів Нью-Йорка, він також сам придумав мелодію, наспівавши її по телефону продюсеру Мітчу Міллеру. Пісня являє собою пародію на музику в стилі мамбо, яка була популярна в той час.
Пісня спочатку була написана англійською, проте автор додав італійські, іспанські, неаполітанські і вигадані слова.

## Кавер-версії
Слідом за Клуні в 1955 році свою версію пісні записав Дін Мартін, а роком пізніше — Карла Боні, чия версія стала одним з головних хітів 1956 року. У тому ж році записав кавер неаполітанський співак Ренато Карозоне.
У 2003 році Бетт Мідлер включила кавер на цю пісню в свій альбом Bette Midler Sings the Rosemary Clooney Songbook, присвячений творчості Розмарі Клуні. У 2006 році дочка Діна Мартіна Діна Мартін, випустила альбом Memories Are Made of This в пам'ять про батька, куди включила свою версію пісні.
Також існують версії різними мовами: наприклад, турецький співак і актор Даріо Морено виконував пісню французькою мовою. Пісня з часом перейшла в інші жанри і стилі музики. Існує сальса-версія у виконанні Массімо Скалічі; поп-версія в'єтнамської групи Hồ Quang Hiếu; рок-версія від Маттіаса Еклунда. У 2000 році британська група Shaft випустила популярний кавер на «Mambo Italiano» в стилі електроніки.
Семпли з «Mambo Italiano» використовували такі артисти, як Леді Гага для «Americano» і Іггі Азалія для «Lola».

## Чарти
| Чарти (1954-55)                        | Найвища позиція |
| -------------------------------------- | --------------- |
| France (IFOP)                          | 8               |
| UK                                     | 1               |
| US Billboard Best Sellers in Stores    | 10              |
| US Billboard Most Played in Juke Boxes | 9               |
| US Billboard Most Played by Jockeys    | 13              |
| US Cash Box                            | 8               |

## Використання в кіно
Софі Лорен танцювала під інструментальну версію пісні в італійській комедії «Хліб, любов і...» 1955 року. Оригінальну версію пісні можна почути у фільмах «Заміжня за мафією» (1988), «Русалки» (1990), «Довга ніч» (1996), «Блакитноокий Міккі» (1999) і «Секс в невеликому місті» (2004).